# Швехман, Марк Николаевич
Марк Николаевич Швехман (19 февраля 1928 — 14 января 2006) — советский и российский инженер-строитель. Лауреат Государственной премии СССР (1982), Заслуженный строитель Российской Федерации (1994).

## Биография
Родился 19 февраля 1928 года. С 1961 года работал в «Моспроекте-1» главным инженером технического отдела. С 1966 года главный инженер мастерской № 15 «Моспроекта-2».
В качестве инженера принимал участие в разработке проекта 40-этажного административного здания Министерства внешней торговли на Крымском Валу (не построено), жилых домов и общественных зданий на западной стороне улицы Димитрова (Большой Якиманки), комплекса из трёх административных зданий на Октябрьской (Калужской) площади. Был автором-конструктором памятникa-могилы Неизвестному солдату у Кремлёвской стены. Руководил группой инженеров, занимавшихся проектированием и строительством олимпийского гостиничного комплекса в Измайлове. За эту работу он был удостоен Государственной премии СССР 1982 года.
Умер 14 января 2006 года. Похоронен в Москве на Востряковском кладбище.

## Сочинения
- Трофимов В. И., Швехман М. Н. Устойчивость плоских рамных систем: Учебное пособие. — М., 1965.
- Швехман М. Н. Вопросы статистического расчета многоэтажных зданий связевой системы. — 2-я ред. — М., 1969.